# Елисије Поповски
Елисије Поповски — Марко (Маврово, код Гостивара, 16. децембар 1907 — Скопље, 9. новембар 1972) био је учесник Шпанског грађанског рата, Народноослободилачке борбе и друштвено-политички радник СР Македоније.

## Биографија
Рођен је 16. децембра 1907. године у Маврову, код Гостивара. Године 1934, прикључио се радничком покрету, а 1936. постао члан Комунистичке партије Југославије (КПЈ).
Године 1937, отишао је у Шпанију као добровољац у Интернационалним бригадама. Током рата је био борац 129. интернационалне бригаде. После краја рата 1939, па до 1941. године, време је провео по концентрационим логорима у Француској.
Из Француске се пребацио у окупирану Југославију 1941. године и придружио се партизанима. Био је одређен за вођење устанка у Македонији, али се због тешких услова кретања задржао у Топлици. Придружио се борцима Топличког партизанског одреда и убрзо постао његов командант. Касније је био заменик политичког комесара Озренског партизанског одреда.
Априла 1943. године, прешао је у Македонију и био политички комесар Прве оперативне зоне НОВ и ПО Македоније и члан Главног штаба НОВ и ПОМ. Новембра месеца 1943. године, водио је преговоре с Немачком командом о размени немачких заробљеника за заточене партизане. Био је учесник Првог заседања АСНОМ-а, 2. августа 1944. године.
Био је ангажован на формирању Одељења за заштиту народа (ОЗН).

### Послератни период
После рата, био је руководилац Управе државне безбедности (УДБ) за Македонију до 1952. године, начелник, па помоћник министра унутрашњих послова НР Македоније.
Био је члан Главног одбора ССРН Македоније, секретар Организационо-политичког секретаријата Централног комитета Савеза комуниста Македоније од 1954. до 1958, председник Главног одбора СУБНОР од 1958. до 1969. године и члан Савета федерације.
Био је биран за члана ЦК СКМ на Првом, Другом, Трећем и Четвртом конгресу СКМ.
Био је биран за члана Извршног већа НР Македоније и у више сазива биран за републичког и савезног народног посланика.
Умро је 9. новембра 1972. године у Скопљу.
Носилац је Партизанске споменице 1941. и других високих југословенских одликовања, међу којима су — Орден народног ослобођења, Орден Републике са златним венцем, Орден заслуга за народ са златном звездом, Орден браства и јединства са златним венцем, Орден рада са црвеном заставом и Орден за храброст.